# Nombres 260 à 269
Cet article concerne les  nombres entiers de 260 à 269. Pour les années, voir Années 260 et Années 260 av. J.-C..
260 | 261 | 262 | 263 | 264 | 265 | 266 | 267 | 268 | 269

## 260

### En mathématiques
Deux cent soixante est :
- 260 = 22 × 5 × 13,
- la constante magique des carrés magiques normaux d'ordre 8.

### Dans d'autres domaines
Deux cent soixante est aussi :
- le nombre de manières de placer six fous qui n'attaquent pas, dans un échiquier 4 × 4,
- le nombre de jours dans un calendrier maya Tzolk'in.

## 261
Deux cent soixante et un est :
- 261 = 32 × 29,
- un nombre ennéagonal,
- un nombre Harshad.

## 262
Deux cent soixante-deux est :
- 262 = 2 × 131,
- un nombre méandrique ouvert,
- un nombre intouchable.
- Messerschmitt Me 262, un avion allemand.

## 263
Deux cent soixante-trois est :
- un nombre premier sûr,
- la somme de cinq nombres premiers consécutifs (43 + 47 + 53 + 59 + 61),
- un nombre premier équilibré,
- un nombre premier de Chen,
- un nombre d'Eisenstein premier,
- un nombre strictement non palindrome.
- Messerschmitt Me 263, un avion allemand.

## 264
Deux cent soixante-quatre est :
- 264 = 23 × 3 × 11,
- un nombre Harshad.
- Messerschmitt Me 264, un avion allemand.

## 265
Deux cent soixante-cinq est :
- 265 = 5 × 53,
- un nombre de Padovan,
- un nombre carré centré,
- un nombre de Smith.

## 266
Deux cent soixante-six est :
- 266 = 2 × 7 × 19,
- un nombre sphénique,
- un nombre Harshad,
- un nombre nontotient,
- un nombre noncototient,
- un auto nombre,
- un nombre uniforme en base 11 (222).

## 267
Deux cent soixante-sept est :
- 267 = 3 × 89,
- un nombre semi-premier.

## 268
Deux cent soixante-huit est :
- 22 × 67,
- un nombre noncototient,
- un nombre intouchable.